# Dies iræ
Pour les articles homonymes, voir Dies iræ (homonymie) et Jour de colère.
Le Dies iræ (« Jour de colère » en latin), aussi appelé Prose des Morts, est une séquence (ou prose) médiévale chantée, adoptant la forme d'une hymne liturgique. L'inspiration du poème est partiellement apocalyptique. Les prémices de cette séquence sont apparues dès le début du XIe siècle, la version actuelle datant du XIIIe siècle. C'est à cette époque et sous cet aspect qu'elle a été intégrée au corpus grégorien. Le Dies iræ a ensuite été chanté pendant des siècles dans la messe de Requiem (elle peut toujours l'être, mais n'est pas obligatoire, sauf lors de l'utilisation de la forme tridentine du rite romain).

## Dies iræ
Écrit en langue latine sur le thème de la colère de Dieu au dernier jour (celui du Jugement dernier), le poème évoque le retour (la parousie) du Christ, au « son étonnant de la trompette » qui jettera les créatures au pied de son trône afin que tout acte soit jugé. Il participe d’une tendance médiévale (liée à l’époque des croisades) que Jean-Charles Payen a appelée « la prédication par la crainte ». Mais c’est aussi, pour une bonne partie, le poème de la faiblesse de l’humain et du doute : « Quel protecteur vais-je implorer, quand le juste est à peine sûr ? » (Quem patronum rogaturus, cum vix iustus sit securus ?). Et plus loin : « Rappelle-toi, Jésus très bon, c’est pour moi que tu es venu, ne me perds pas en ce jour-là » (Recordare, Iesu pie, quod sum causa tuæ viæ ; ne me perdas illa die).
C’est un des poèmes les plus connus de la littérature latine médiévale. Les textes de cette époque diffèrent des poèmes latins classiques par leur distribution de l’accent tonique et par la rime. Dans la séquence Dies iræ, le mètre est trochaïque (une syllabe accentuée, une syllabe non accentuée). Elle est chantée en style de chant grégorien (ou plain-chant).
Son élaboration remonte au début du XIe siècle (donc aux alentours de l'an mil) et aux tropes (ou développements) du Répons Libera me Domine (« Libère moi, Seigneur, de la mort éternelle ») qu’on chante également dans les messes de Requiem et où l’on trouve les mots Dies illa, dies iræ : « Ce jour-là sera un jour de colère »). L’essentiel du poème du Dies iræ semble avoir été mis en forme au milieu du XIIe siècle (texte et musique). Il a longtemps été attribué à un frère franciscain italien du XIIIe siècle, Thomas de Celano (Tomaso da Celano, 1200-1260). Mais il semble que cet auteur n'ait fait passer à la postérité que la version légèrement remaniée et complétée d’un poème plus bref et plus ancien, conservé dans un manuscrit du XIIe siècle : en 1931, Dom Mauro Inguanez, bibliothécaire du Mont-Cassin, découvrit à Caramanico Terme, près de Naples, ce manuscrit datant de la fin du XIIe siècle, qui donne du Dies iræ une version un peu plus courte que la nôtre : elle se termine avec la strophe Oro supplex. Il manque, en outre, la strophe Iuste iudex. Celano n'a pu, tout au plus, qu'apporter quelques modifications sur un texte déjà existant, sans doute dans le but de l'intégrer à la Messe des Morts.
Après cela, le Dies iræ devint, pour une longue période, une séquence (Sequentia) de la liturgie des funérailles (à laquelle appartient la Messe de Requiem). C’est à ce titre qu’il a fait l’objet de nombreuses compositions musicales ; parmi les plus célèbres, celles qu’on trouve dans les messes des morts de W. A. Mozart et de Giuseppe Verdi (qui ne reprennent aucun élément du plain-chant, mais seulement l’intégralité du texte). Cependant, les messes de Requiem ne comportent pas nécessairement le Dies iræ : il est par exemple absent du Requiem de Gabriel Fauré, qui retient plus les idées de repos et de paradis (voir l’In paradisum par lequel la messe se termine) que l’idée de crainte.
Dans le rite approuvé en 1969, à la suite du Concile Vatican II, par le pape Paul VI, la séquence a disparu des messes des défunts (ce qui n’entraîne pas sa disparition totale : elle reste néanmoins présente dans la forme 1962 du rite, celle-ci pouvant toujours être employée). La séquence figure aussi dans la version latine de l’Office des Lectures, à la 34e semaine du Temps ordinaire (Liber Hymnarius, Solesmes, 1983, XVI - 622 p.).

## Origine et sources du poème
Le poème comporte une indication sur les sources qui l’ont inspiré, avec le vers déclarant Teste David cum Sibylla, « David l’atteste avec la Sibylle ». Le roi David est ici mentionné en tant qu’auteur biblique, en particulier des Psaumes. Le passage biblique ayant le plus clairement inspiré la composition du Dies iræ se trouve cependant dans le premier chapitre du Livre de Sophonie. Les versets 14 à 18 évoquent en effet un « jour de colère », « jour où sonnera la trompette [tuba dans le texte latin] et jour de clameur », dans lequel toute la terre sera dévorée dans le feu de la colère de Dieu. (1,14-18) :

« Dies iræ, dies illa, dies tribulationis et angustiæ, dies calamitatis et miseriæ, dies tenebrarum et caliginis, dies nebulæ et turbinis, dies tubæ et clangoris super civitates munitas et super angulos excelsos. »

— Livre de Sophonie, 1, 15.
La Sibylle évoquée dans le Dies iræ est ce personnage de l’Antiquité auquel étaient attribués des oracles. Certains de ces oracles furent interprétés comme des prophéties chrétiennes par des auteurs de l’Antiquité, en particulier par Lactance. Ce dernier écrivit au début du IVe siècle un livre intitulé La colère de Dieu, mais c’est surtout dans le septième livre des Institutions Divines qu’il a décrit le jour de sa colère en se basant sur des prophéties de la Sibylle d'Érythrées. Ces oracles comportent nombre de thèmes présents dans le Dies iræ : le jour de la colère de Dieu, le jugement final, l’ouverture des tombeaux, la destruction du monde, l’annonce de ce jour par le son d’une trompette, la peur qui saisira tout le monde, l’appel à la clémence :

« …et pour comble de malheur, on entendra une trompette, selon le témoignage de la Sibylle, qui retentira du haut du ciel. Il n’y aura point de cœur où ce triste son ne jette l’épouvante et le tremblement. Alors le fer, le feu, la famine et la maladie servant comme de ministres à la colère de Dieu, se déchargeront sur les hommes qui n’auront point connu sa justice. Mais l’appréhension dont ils seront agités les tourmentera plus cruellement qu’aucun autre mal. Ils imploreront la miséricorde, et ne seront point exaucés ; ils invoqueront la mort, et ne recevront point son secours ; ils ne trouveront aucun repos ; dans la nuit, le sommeil n’approchera point de leurs yeux ; ils seront affligés par l’insomnie et par l’inquiétude du corps ; de sorte qu’ils fondront en pleurs, jetteront des cris, grinceront les dents, déploreront la condition des vivants et envieront celle des morts. La multitude de ces maux et de plusieurs autres, défigurera et désolera la terre, comme la Sibylle l’a prédit, quand elle a dit que le monde serait sans beauté et l’homme sans consolation. »

— Lactance, Institutions divines, VII, XVI, 3-4.
Dans ses premiers vers, le Dies iræ reprend des thèmes présents dans Sophonie et chez Lactance, mais la perspective dans laquelle ces thèmes sont exploités est très différente pour chaque œuvre. Dans le livre de Sophonie, l’évocation de la colère de Dieu précède un appel à la conversion. Chez Lactance, l’annonce du jour de la colère de Dieu est celle d’une victoire ultime, sans défaut et sans appel de la justice de Dieu. Cette justice se traduit par des supplices extrêmes pour les méchants dont les appels à la clémence seront sans effet. Lactance est fataliste, la conversion des méchants ne l’intéresse pas, il faut seulement que justice soit faite au dernier jour. Le Dies iræ ne se situe pas dans cette perspective. Il accorde une très large place aux appels à la miséricorde de la part du juste qui n’est pas certain d’avoir vraiment été juste. Par ailleurs, le Dies iræ ne dit pas que les méchants iront fatalement en enfer, il ne décrit pas non plus les supplices et les tourments que Lactance a très largement détaillés. Le Dies iræ évoque plutôt la Passion du Christ qui a souffert pour le salut des pécheurs, il rappelle aussi le pardon accordé à Marie-Madeleine et se termine par un appel à la clémence envers les pécheurs.

## Le poème
| Texte original en latin Dies iræ, dies illa, Solvet sæclum in favílla, Teste David cum Sibýlla ! Quantus tremor est futúrus, quando judex est ventúrus, cuncta stricte discussúrus ! Tuba mirum spargens sonum per sepúlcra regiónum, coget omnes ante thronum. Mors stupébit et Natúra, cum resúrget creatúra, iudicánti responsúra. Liber scriptus proferétur, in quo totum continétur, unde Mundus iudicétur. Iudex ergo cum sedébit, quidquid latet apparébit, nihil inúltum remanébit. Quid sum miser tunc dictúrus ? Quem patrónum rogatúrus, cum vix iustus sit secúrus ? Rex treméndæ maiestátis, qui salvándos salvas gratis, salva me, fons pietátis. Recordáre, Iesu pie, quod sum causa tuæ viæ ; ne me perdas illa die. Quærens me, sedísti lassus, redemísti crucem passus, tantus labor non sit cassus. Iuste Iudex ultiónis, donum fac remissiónis ante diem ratiónis. Ingemísco, tamquam reus, culpa rubet vultus meus, supplicánti parce Deus. Qui Maríam absolvísti, et latrónem exaudísti, mihi quoque spem dedísti. Preces meæ non sunt dignæ, sed tu bonus fac benígne, ne perénni cremer igne. Inter oves locum præsta, et ab hædis me sequéstra, státuens in parte dextra. Confutátis maledíctis, flammis ácribus addíctis, voca me cum benedíctis. Oro supplex et acclínis, cor contrítum quasi cinis, gere curam mei finis. Lacrimósa dies illa, qua resúrget ex favílla iudicándus homo reus. Huic ergo parce, Deus. Pie Iesu Dómine, dona eis réquiem. Amen. | Traduction littérale Jour de colère, ce jour-là Il réduira le monde en cendres, David l’atteste, et la Sibylle. Quelle terreur à venir, quand le juge apparaîtra pour tout strictement examiner ! La trompette répand étonnamment ses sons, parmi les sépulcres de tous pays, rassemblant tous les hommes devant le trône. La Mort sera stupéfaite, comme la Nature, quand ressuscitera la créature, pour être jugée d’après ses réponses. Un livre écrit sera produit, dans lequel tout sera contenu ; d’après quoi le Monde sera jugé. Quand le Juge donc tiendra séance, tout ce qui est caché apparaîtra, et rien d’impuni ne restera. Que, pauvre de moi, alors dirai-je ? Quel protecteur demanderai-je, quand à peine le juste sera en sûreté ? Roi de terrible majesté, qui sauvez, ceux à sauver, par votre grâce, sauvez-moi, source de piété. Souvenez-vous, Jésus si doux, que je suis la cause de votre route ; ne me perdez pas en ce jour. En me cherchant vous vous êtes assis fatigué, me rachetant par la Croix, la Passion, que tant de travaux ne soient pas vains. Juste Juge de votre vengeance, faites-moi don de la rémission avant le jour du jugement. Je gémis comme un coupable, la faute rougit mon visage, au suppliant, pardonnez Seigneur. Vous qui avez absous Marie(-Madeleine), et, au bon larron, exaucé les vœux, à moi aussi vous rendez l’espoir. Mes prières ne sont pas dignes (d’être exaucées), mais vous, si bon, faites par votre bonté que jamais je ne brûle dans le feu. Entre les brebis placez-moi, que des boucs je sois séparé, en me plaçant à votre droite. Confondus, les maudits, aux flammes âcres assignés, appelez-moi avec les bénis. Je prie suppliant et incliné, le cœur contrit comme de la cendre, prenez soin de ma fin. Jour de larmes que ce jour-là, où ressuscitera, de la poussière, pour le jugement, l’homme coupable. À celui-là donc, pardonnez, ô Dieu. Doux Jésus Seigneur, donnez-leur le repos. Amen. | Traduction plus littéraire Jour de colère, que ce jour-là Où le monde sera réduit en cendres, Selon les oracles de David et de la Sibylle. Quelle terreur nous saisira lorsque le Juge apparaîtra pour tout juger avec rigueur ! Le son merveilleux de la trompette, se répandant sur les tombeaux, nous rassemblera au pied du trône. La Mort, surprise, et la Nature verront se lever tous les hommes pour comparaître face au Juge. Le livre alors sera ouvert, où tous nos actes sont inscrits ; tout sera jugé d'après lui. Lorsque le Juge siégera, tous les secrets seront révélés et rien ne restera impuni. Dans ma détresse, que pourrai-je alors dire ? Quel protecteur pourrai-je implorer ? alors que le juste est à peine en sûreté… Ô Roi d’une majesté redoutable, toi qui sauves les élus par grâce, sauve-moi, source d’amour. Rappelle-toi, Jésus très bon, que c’est pour moi que tu es venu ; Ne me perds pas en ce jour-là. À me chercher tu as peiné, Par ta Passion tu m’as sauvé. Qu’un tel labeur ne soit pas vain ! Tu serais juste en me condamnant, mais accorde-moi ton pardon lorsque j'aurai à rendre compte. Vois, je gémis comme un coupable et le péché rougit mon front ; Seigneur, pardonne à qui t’implore. Tu as absous Marie-Madeleine et exaucé le larron ; tu m’as aussi donné espoir. Mes prières ne sont pas dignes, mais toi, si bon, fais par pitié que j’évite le feu sans fin. Place-moi parmi tes brebis, Garde-moi à l'écart des boucs en me mettant à ta droite. Quand les maudits, couverts de honte, seront voués au feu rongeur, appelle-moi parmi les bénis. En m’inclinant je te supplie, le cœur broyé comme la cendre : prends soin de mes derniers moments. Jour de larmes que ce jour-là, où, de la poussière, ressuscitera le pécheur pour être jugé ! Daigne, mon Dieu, lui pardonner. Bon Jésus, notre Seigneur, accorde-lui le repos. Amen. |

Le poème devrait être complet à l’issue de l’avant-dernier paragraphe. Certains érudits se demandent si la suite est un ajout pour convenir à des fins liturgiques car la dernière strophe casse l’arrangement de trois rimes plates en faveur de deux rimes, tandis que les deux derniers vers abandonnent la rime pour l’assonance et sont en outre catalectiques.
Voici une paraphrase en vers du poème tirée des œuvres posthumes de Jean de La Fontaine :
Traduction paraphrasée de la prose Dies iræ
Dieu détruira le siecle au jour de sa fureur.
Un vaste embrasement sera l’avant-coureur,
Des suites du peché long & juste salaire.
Le feu ravagera l’Univers à son tour.
Terre & Cieux passeront, & ce tems de colere
Pour la dernière fois fera naître le jour.
Cette dernière Aurore éveillera les Morts.
L’Ange rassemblera les débris de nos corps ;
Il les ira citer au fond de leur asile.
Au bruit de la trompette en tous lieux dispersé
Toute gent accourra. David & la Sibille.
On prevû ce grand jour, & nous l’ont annoncé.
De quel frémissement nous nous verrons saisis !
Qui se croira pour lors du nombre des choisis ?
Le registre des cœurs, une exacte balance
Paroîtront aux côtez d’un Juge rigoureux.
Les tombeaux s’ouvriront, & leur triste silence
Aura bien-tôt fait place aux cris des malheureux.
La nature & la mort pleines d’étonnement
Verront avec effroi sortir du monument
Ceux que dés son berceau le monde aura vû vivre.
Les Morts de tous les tems demeureront surpris
En lisant leurs secrets aux Annales d’un Livre,
Où même les pensers se trouveront écrits.
Tout sera revelé par ce Livre fatal :
Rien d’impuni. Le Juge assis au Tribunal
Marquera sur son front sa volonté suprême.
Qui prierai-je en ce jour d’être mon défenseur ?
Sera-ce quelque juste ? Il craindra pour lui-même,
Et cherchera l’appui de quelque intercesseur.
Roi qui fais tout trembler devant ta Majesté,
Qui sauves les Elûs par ta seule bonté,
Source d’actes benins & remplis de clemence,
Souviens-toi que pour moi tu descendis des Cieux ;
Pour moi te dépoüillant de ton pouvoir immense,
Comme un simple mortel tu parus à nos yeux.
J’eus part ton passage, en perdras-tu le fruit ?
Veux-tu me condamner à l’éternelle nuit,
Moi pour qui ta bonté fit cet effort insigne ?
Tu ne t’es reposé que las de me chercher :
Tu n’as souffert la Croix que pour me rendre digne
D’un bonheur qui me puisse à toi-même attacher.
Tu pourrois aisément me perdre & te vanger.
Ne le fais point, Seigneur, viens plutôt soulager
Le faix sous qui je sens que mon âme succombe.
Assure mon salut dés ce monde incertain.
Empêche malgré moi que mon cœur ne retombe,
Et ne te force enfin de retirer ta main.
Avant le jour du compte efface entier le mien.
L’illustre Pecheresse en presentant le sien,
Se fit remettre tout par son amour extrême.
Le Larron te priant fut écouté de toi :
La priere & l’amour ont un charme suprême.
Tu m’as fait esperer même grace pour moi.
Je rougis, il est vrai, de cet espoir flatteur :
La honte de me voir infidelle & menteur,
Ainsi que mon peché se lit sur mon visage.
J’insiste toutefois, & n’aurai point cessé,
Que ta bonté mettant toute chose en usage,
N’éclate en ma faveur, & ne m’ait exaucé.
Fais qu’on me place à droite, au nombre des brebis.
Separe-moi des boucs reprouvés & maudits.
Tu vois mon cœur contrit, & mon humble priere.
Fais-mois perseverer dans ce juste remords :
Je te laisse le soin de mon heure dernière ;
Ne m’abandonne pas quand j’irai chez les Morts.

## Utilisation du thème dans la musique
La première strophe en notation neumatique :

Et en clef de sol, en notation à 5 lignes :
Le thème musical du Dies iræ, ou certains de ses éléments, ont été réutilisés dans différentes compositions originales, notamment :

### Jusqu'auXVIIIesiècle
- dans deux chansons à danser des XIVe ou XVe siècles : J’ai vu le loup[8] (Bourgogne) et la bourrée Ay vist lou loup (Auvergne),
- par Antoine Brumel[8], Missa pro defunctis (quelques années avant 1519),
- par Arnold von Bruck, Sequentia ad Missam pro defunctis,
- par Cristobal de Morales, Missa pro defunctis (éd. 1544)[8] : la strophe Pie Jesu et l’Amen,
- par Claudin de Sermisy, Missa pro defunctis (éd. 1556) : Pie Jesu,
- par Jacobus de Kerle, Missa pro defunctis,
- par Costanzo Porta, Missa mortuorum,
- par Tomás Luis de Victoria, Missa pro defunctis,
- par Giovanni Matteo Asola, Messa per i morti (éd. 1585), Missa pro defunctis ; Missa defunctorum (1600),
- par Gregor Aichinger, Dies iræ (1597) : surtout le premier vers,
- par Orazio Vecchi, Missa pro defunctis (vers 1600),
- par Johann Stadlmayr, Missa pro defunctis (1607 ?) : passim,
- par Eustache du Caurroy, Pie Jesu (motet pour une messe des défunts chantée selon le rite parisien, donc ne comportant aucune autre strophe du Dies iræ),
- par Felice Anerio, Missa pro defunctis (1614) : Pie Jesu,
- par Charles d'Helfer, Missa pro defunctis (éd. 1656) : Pie Jesu, sans Dies iræ mais avec le Pie Jesu final (messe pour les défunts chantée selon le rite parisien),
- par Joan Cererols, Missa de difunts,
- par Jean-Baptiste Lully, surintendant de la musique de Louis XIV, dans son « grand motet » Dies iræ (1674) : 1re strophe et Pie Jesu[8],[9].
- par Marc-Antoine Charpentier, dans sa Messe pour les Trépassés à 8[10], cataloguée H.2 et datée de 1670 (1er verset) ; dans la prose Dies iræ de sa Messe des Morts à 4 voix et symphonie, H.10, datée de 1695 (où seules les strophes Lacrymosa et Pie Iesu reprennent leurs parts du motif liturgique) ; dans sa Prose des Morts, H.12[8], grand motet[11] daté de 1670 (passim) et dans le motet Pie Iesu catalogué H.234,
- par Michel-Richard de Lalande, dans le grand motet Dies iræ (S.31 sur le catalogue), composé pour les obsèques de la dauphine Marie Anne Victoire de Bavière (1690)[12],[13] [écouter en ligne]. La première strophe y est chantée intégralement en plain-chant, par le pupitre des dessus à l'unisson, avec harmonisation à l'orchestre, un peu à la manière du Dies iræ de Lully (qui confiait le chant de cette strophe à une voix de basse seule, elle aussi accompagnée). À la fin du motet, le thème mélodique développé par le Pie Iesu débute par les quatre premières notes de son motif de plain-chant.
- par Giuseppe Ottavio Pitoni, Missa pro defunctis (passim),
- dans deux chansons satiriques sur la mort de Louis XIV (1715, 1re et 3e strophes) et sur la mort du régent Philippe d'Orléans (1723, 1re strophe),
- par Louis Homet, Prose des Morts (1722) : les strophes paires en faux-bourdon à 4 voix,
- par Francesco Durante, Messa da Requiem (Pie Jesu),
- par François-Joseph Gossec, Messe des Morts (Pie Jesu) et Quatuor sur la Prose des Morts : 1re strophe,
- par François Giroust, Prose des Morts (1765) : 1re strophe, Lacrymosa et Pie Jesu ; Missa pro defunctis : Élevation (1775) : Pie Jesu,
- par Charles Hérissé, Prose des Morts (1788) : passim,
- par Joseph Haydn, dans sa symphonie n° 103 (1795), sous-titrée Roulement de timbales (en allemand Paukenwirbel) : le thème initial qui suit ce roulement évoque les quatre premières notes du Dies irae,

### XIXesiècle
- par Sigismund von Neukomm, Missa pro defunctis (1813) : 1er vers,
- par Charles Henri Plantade (France), Messe de Requiem (1822) : 1re strophe et Tuba mirum,
- par Adrien de La Fage (Juste-Adrien Lenoir de La Fage) (France), Requiem a voci e strumenti gravi (1827) : strophe Juste judex ; Missa tertia da Requiem. In anniversariis 1830 (après 1830),
- par Hector Berlioz dans sa Symphonie fantastique (1830)[8],[9],
- par Charles-Valentin Alkan dans 3 morceaux dans le genre pathétique, pour piano (1837). La première et la troisième strophes sont citées dans les premières mesures de la troisième pièce, intitulée : Morte.
- On retrouve les quatre premières notes de la séquence, en 1838, dans une autre pièce pour piano d'Alkan (N° 11. Le mourant, extrait de : Les Mois, op. 74).
- par Edouard Deldevez, Messe de Requiem (1re et 3e strophes),
- par Franz Liszt, Danse macabre - en allemand Totentanz - (1849)[8],[9] ; les quatre premières notes dans : Études d’exécution transcendante. N° 6 : Vision (1852),
- par Piotr Ilitch Tchaikovski, Dans les gouffres de l’Enfer (1872),
- par Modeste Moussorgski, les quatre premières notes dans : Chants et danses de la mort (1875)[8],
- par Camille Saint-Saëns dans plusieurs de ses œuvres, comme sa Danse macabre (1874)[8], son Requiem (1878)[9] : 1re strophe et Judicandus, sa 3e symphonie "avec orgue" (1886), son Quatuor op. 112 (1912)…,
- par Louis-Auguste Jessel (Belgique), Six offertoires pour orgue (1878) : 1re strophe,
- par Franz Liszt, Csárdás macabre (en), pour piano (1881-82) : les quatre premières notes,
- par Gustav Mahler, les quatre premières notes dans : Das klagende Lied (1880) et dans sa 2e symphonie, Auferstehung, en français Résurrection (1894),
- par Piotr Ilitch Tchaïkovski, dans sa Suite n° 3, en sol majeur, pour orchestre (op. 55, 1884) : 4e mouvement (thème avec variations),
- par Charles Gounod, Mors et vita (Oratorio pour soli, chœur et orchestre, 1re en 1885),
- par Piotr Ilitch Tchaikovski, dans sa symphonie Manfred (1885), d'après Lord Byron,
- par Alfred Bruneau, Requiem (1889) : 1re strophe,
- par Antonín Dvořák, Requiem (1891) : le début du Pie Jesu,
- par Reynaldo Hahn, dans sa mélodie pour chant et piano Trois jours de vendanges (1891),
- par Johannes Brahms, dans Intermezzo, dernière pièce des 6 Klavierstücke (« Pièces pour piano »), op. 118 (1893) : le thème principal débute par un rappel des quatre premières notes du Dies iræ,
- par Gabriel Pierné, L’An mil (1897),
- par Maurice Ravel, dans sa mélodie pour chant et piano La chanson du rouet (1898),
- par Jules Mouquet, dans Le Jugement dernier. Poème symphonique et vocal (1898 ?) : les deux premiers vers,

### Première moitié duXXesiècle
- par Antoine Mariotte, Chansons dramatiques. n° 4 : Les cloches (1901),
- par Alexandre Glazounov, Suite pour orchestre « Du Moyen Âge », op. 79 (n° II : Scherzo) (1901-1902),
- par Albert Périlhou, Impressions d’église. III : Le jour des morts au Mont Saint-Michel (1905),
- par Sergueï Rachmaninov, 1re symphonie (1895)[8] : le thème principal du 1er mouvement est dérivé du Dies irae ; également dans le 3e mouvement ; le motif liturgique apparaît de nouveau dans la 2e symphonie (1906-1907, le premier vers dans les mouvements 2 à 4) ; on le reconnaît aussi en 1936, dans sa 3e symphonie (3e mouvement), dans L’Île des morts (1909)[9], Les Cloches, mélodie (1913), la Rhapsodie sur un thème de Paganini (1934), les Danses symphoniques (1940, premier vers cité et développé, dans le 3e et dernier mouvement), le 4e concerto pour piano (1926, 1928, 1941 ; 3e mouvement : Allegro vivace). Également employé dans l’Etude-Tableaux Op.39 nº2, sous la forme d’un ostinato tenu en noires à la main gauche. Ce thème est employé dans d'autres œuvres du compositeur, donc sa Première Sonate pour Piano, Op.28, inspirée du Faust de Goethe. On remarque que Rachmaninov a beaucoup utilisé ce thème et ce dans diverses circonstances. Etc. ?,
- par Nikolaï Miaskovski, Sonate pour piano n° 2 en Fa ♯ mineur, Op. 13 (1912) : les deux premiers vers dans la dernière partie, le premier vers donnant lieu à développements,
- par Lili Boulanger, Pour les funérailles d'un soldat, pour baryton solo, chœur à 4 voix mixtes et orchestre (ou piano) (1912-1913, à l'âge de 19 ans), sur un poème d'Alfred de Musset : le 1er vers et les deux premières notes du Tuba mirum à l'orchestre,
- par Lorenzo Perosi, Missa pro defunctis tribus vocibus inæqualibus concinenda (sine organo) [Messe pour les défunts, pour chœur à 3 voix mixtes, sans orgue] (1913) : le motif du premier vers sur les mots Quantus tremor est futurus (1er vers de la 2e strophe : la séquence étant en chant alterné, seules les strophes paires sont ici mises en polyphonie),
- par Maurice Emmanuel, 3 chansons bourguignonnes (1914) : les deux premiers vers,
- par Igor Stravinsky, 3 pièces pour quatuor à cordes. N° 3 : Cantique (1914). Pièce devenue la 3e des Quatre études pour orchestre (1929) ; ainsi qu'une citation inconsciente (selon l'auteur) dans L'Histoire du soldat (1918),
- par Mel Bonis, La Cathédrale blessée, pour piano (1915). Pièce composée après les bombardements allemands de septembre 1914, sur la cathédrale de Reims,
- par Max Reger, Requiem latin (1916) : le début,
- par Auguste Schirlé (France), Messe de Requiem pour orgue (1918) : début du 1er vers,
- par Ildebrando Pizzetti, Messa di Requiem (1923) : presque tout,
- par Nikolaï Miaskovski, 6e symphonie (1923),
- par Max d'Ollone, Héroïque (1923),
- par Claude Guillon-Verne (1923 ?), in Mélodies humoristiques : « Le Carnaval » (poème de Bernard Roy), pour une voix soliste et piano (le piano joue le premier vers et les six premières notes du second vers de la prose des morts, le tout doublé à la quinte supérieure pour le premier vers, avec inversion approximative, essentiellement à la quarte, pour le deuxième vers, comme de brefs rappels à peine caricaturaux de la polyphonie médiévale primitive)[14],
- par Eugène Ysaÿe dans sa Seconde Sonate pour violon seul, sous-titrée Obsession (1924)[9],
- par Sir Granville Bantock, Macbeth (1926),
- par Ottorino Respighi, Impressioni brasiliane. N° 2 : Butantan (1927),
- par Cyrillus Kreek (Estonie), Requiem en do mineur (1927, 2. Dies iræ composé sur le texte en estonien, traduit (vers 1870) par G. J. Schultz-Bertram à partir du texte liturgique ; l'autre rédaction estonienne existe depuis 1996, traduite par le théologien Rein Õunapuu et le poète Paul-Eerik Rummo
- par Fernand Le Borne (Belgique), Requiem (1928) : presque tout,
- par Kaikhosru Shapurji Sorabji (Angleterre), [64] Variazioni e fuga triplice sopra "Dies iræ per pianoforte (1923-1926), et Sequentia cyclica super "Dies iræ" ex Missa pro defunctis in clavicembali usum (1948-1949)[15],
- par Frank Martin (Suisse), La Nique à Satan, spectacle populaire pour 2 soli (soprano et baryton), chœur d'adultes et d'enfants, avec ensemble instrumental (1929-1931). L'auteur y superpose le motif grégorien et la chanson bourguignonne J'ai vu le loup, née du même motif musical liturgique.
- par Henri Nibelle, 50 pièces pour orgue ou harmonium (1935) : début du 1er vers,
- par Ralph Vaughan Williams, Five Tudor portraits (1936),
- par Dmitri Kabalevski, dans Fléau public (La Peste), extrait de son opéra Le Maître de Clamecy, ou Colas Breugnon, d'après le roman de Romain Rolland (1937, profondément révisé en 1967–68),
- par Ernest Bloch, Concerto pour violon et orchestre (1938) ; Suite symphonique (1944),
- par Arthur Honegger, Danse des morts (1939),
- par Luigi Dallapiccola, dans ses Canti di prigionia (1941)[9],
- par Aram Khatchaturian, 2e symphonie (1943),
- par Cesar Bresgen (Autriche), Requiem a capella (1945) : presque tout,
- par Marcel Rubin (Autriche), 4e symphonie (1946) : 1re strophe,
- par Boris Blacher, Variations sur un thème de Paganini (1947),
- par Maurice Duruflé, Requiem (1947) : Pie Jesu,
- par Johann Nepomuk David (Autriche), Choralwerk (Partita) pour orgue (1947) : les 3 premières strophes; Requiem chorale (« Requiem choral », 1956) : tout,
- par Nikolaï Medtner, Quintette pour piano et cordes (1949),
- par Kurt Fiebig (de), Markuspassion (1950) : presque tout,

### Seconde moitié duXXesiècle
- par Einojuhani Rautavaara, dans le Dies iræ de A Requiem in our Time, pour orchestre de cuivres (1953),
- par Les Frères Jacques dans Jour de colère poème de Francis Blanche sur une musique d'Henri Leca (1953)[8],[9],
- par Henri Tomasi, Les noces de cendres, ballet en 2 actes : II (Danse triste), IV (Plainte funèbre), V (La Jeune fille et la mort) (1954),
- par Antonio Estévez, Cantata criolla (es) (1954) : les deux premiers vers développés de différentes manières à l'orchestre, en contrepoint, dans « La porfia (El Diablo et Florentino) » (Le dialogue entre le diable et Florentino),
- par René Berthelot, Le Glas, Chanson populaire de l’Orléanais (1955) ; Le roi Renaud (1970),
- par Antoine Reboulot, Pièces pour cérémonies funèbres pour orgue (Élévation) (1956) : Pie Jesu et Amen,
- par Otto Jochum (de), Cantica sacra (1957) : passim,
- par Peter Maxwell Davies, Saint-Michael Sonata (1957) : les quatre premières notes,
- par Ildebrando Pizzetti dans Assassinio nella cattedrale, opera lirica (Meurtre dans la cathédrale). Première représentation : Milan, Teatro alla Scala, 1er mars 1958
- par Désiré-Emile Inghelbrecht, Requiem (1959) : la fin du premier vers à l’orchestre,
- par Jacques Brel dans sa chanson La Mort (1959)[9],
- par Mario Castelnuovo-Tedesco dans « No hubo remedio », n° 12 des 24 Caprichos de Goya, op. 195 (1961) : variations sur les motifs mélodiques des strophes 1 et 3 (Dies iræ et Tuba mirum).
- par Dimitri Chostakovitch dans sa musique de scène pour Hamlet (1931-1932), dans son premier Concerto pour violon[16] (1947-1955), dans les mouvements I, IV, VII et X (De Profundis, Le Suicidé, À la Santé, La Mort du poète) de sa 14e symphonie (1969)[8] et dans d'autres œuvres,
- par Bernd Alois Zimmermann dans le prélude de son opéra Die Soldaten (1957-1965),
- par Ronald Stevenson dans Passacaille sur DSCH pour piano (1962),
- par Ludvig Nielsen (de) (Norvège), Passacaglia pour orgue (1968) : les 2 premiers vers,
- par Rolande Falcinelli, Sorties pour orgue (Cortège funèbre) (1968) : 1re, 3e et 5e strophes,
- par Walter Kraft, Fantasia Dies iræ pour orgue (1968) : presque tout,
- par Michael White, Metamorphosis, opéra, d’après Franz Kafka (1968),
- par George Crumb, dans Black Angels, pour quatuor à cordes et verres de cristal (1970)[8] ainsi qu'au milieu de A Prophecy of Nostradamus, huitième morceau de Makrokosmos II (1972),
- par Anthony Gilbert (en) (États-Unis), The Scene Machine, opéra (1971),
- par Steve Waring, Smokey city blues (1972),
- par le groupe de rock Offenbach, Saint-Chrone de Néant (1973),
- par Frank Martin, Requiem (1974),
- par le claviériste et chanteur de pop-rock Rod Argent dans The Coming of Kohoutek (1974),
- par Krzysztof Penderecki, dans son opéra Paradise lost (1975-1978),
- par Hubert-Félix Thiéfaine dans sa chanson 22 mai (1978)[9],
- par Julos Beaucarne, Le Fossoyeur itinérant (1979),
- par Mauricio Kagel, dans Finale, œuvre composée en 1980/81,
- par Michel Sardou dans sa chanson L’An mil (1983)[9], et aussi la chanson Rien (1976),
- par Alberto Grau (es) (Venezuela), Dies iræ (1985),
- par Thea Musgrave (née en 1928) dans The Seasons (1988) : N° I. Autumn (le premier vers aux cloches et à l'orchestre)
- par Fritz Selis (Belgique), Musique funèbre (1990),
- par Thierry Escaich, Les Litanies de l'ombre, pour piano. Création en juin 1991. La première strophe y est évoquée, « déform[ée], dans un contrepoint brumeux » (selon le compositeur),

- par Gérard Pesson, Le gel, par jeu (1991, créé le 26 janvier 1992),
- par Michael Daugherty dans : Metropolis Symphony (5e mouvement : « Red Cape Tango »), (1988–93) ; Dead Elvis pour basson et ensemble instrumental de chambre (1993),
- par John Law, Meditations on the Dies iræ (1994)[8],
- par John Cale (arrangement) et Patti Smith (poème), Dies iræ[8],
- par Olivier Greif, dans son Quadruple concerto, pour piano, violon, alto, violoncelle et petit orchestre (2 hautbois, 2 cors et cordes), sous-titré La Danse des Morts (1998). Au cours du quatrième mouvement, les cors font entendre, à peine déformés : le premier vers Dies iræ, le second vers de la strophe Lacrimosa (Qua resurget ex favilla) et le premier vers de la strophe Tuba mirum
- par Pierre Henry, au début d’Une Tour de Babel, premier épisode de L'homme au microphone, en 7 mouvements. Musique électronique (1998. Créée 1999). Les 4 premières notes, retravaillées,
- par Heinz Holliger, Concerto pour violon « Hommage à Louis Soutter », 1993-2002. Pour violon et orchestre (3 flûtes, 3 hautbois, 4 clarinettes, 2 bassons, 3 cors, 3 trompettes, 3 trombones ; percussions, harpe, cymbalum, marimba, célesta, cordes). Le premier vers aux trompettes avec sourdine. Les sept premières notes du second, progressivement égrenées, sur clave (4e et dernier mouvement : Épilogue) : référence à la deuxième sonate pour violon seul, d'Eugène Ysaÿe (dont le premier mouvement s'intitule Obsession, comme le second mouvement du concerto d'Holliger). Ysaÿe fut le professeur de violon de Louis Soutter[17],

### XXIesiècle
- par Edward Gregson, qui adapte la première strophe de la prose médiévale pour en faire un des motifs musicaux de sa suite symphonique An Age of Kings, composée en 2004 d'après Shakespeare (1er mouvement : Church and State)[18],
- par Karl Jenkins, dans son Requiem (2005)
- par Caroline Marçot, Némésis (2005). La partition est écrite pour 12 voix solistes, clarinette et percussions. Les textes, axés sur la colère, sont de nombreux auteurs, dont Sénèque, Aristote, Tertullien, Lactance, Montaigne, Al Tawhidi. Ils sont en français, latin, allemand, arabe, anglais (sur le mot « war »), et mêlent, dans un univers de tension, différentes sagesses antiques, chrétienne et soufie. L'œuvre est dédiée à Julien Copeaux, compositeur mort en 2003, âgé de 30 ans.
- par Donald Grantham, dans Baron Cimetiére’s Mambo, pour ensemble à vent (première le 6 mars 2008, à l'université de Floride, à Miami, par l'ensemble à vent de cette université),
- par Stéphane Leach, dans Miss Knife (textes et chant : Olivier Py, 2012). Premier vers (citation instrumentale), dans la chanson : Un enfant s'ennuyait.
- par Louis Andriessen, The Only One pour soprano solo de type jazz, avec orchestre (2018. Première le 2 mai 2019 au Walt Disney Concert Hall à Los Angeles)[19]. Pièce en 8 parties : 1. Introduction, 2. The only one, 3. The early bird, 4. Interlude 1, 5. Broken morning, 6. Interlude 2, 7. Twist and shame, 8. Grown up). Citation des deux premiers vers à l'orchestre.
- par Leonardo García Alarcón, La Passione di Gesù, d'après l'Évangile de Judas (création mondiale au Festival d'Ambronay, 23 septembre 2022). Avec la succession des motifs musicaux de la séquence médiévale donnée par le chœur à l'unisson, au tout début, certains éléments de ce plain-chant étant parfois réutilisés au chœur ou à l'orchestre dans le courant de l'œuvre[20].
- par Chinese Man, Hold Tight (feat. ASM, Youthstar & Illaman) dans l'album The Groove Sessions Vol. 5 (2020). L'instru reprend le motif de Dies iræ.

Utilisations modernes, mais non datées :
- par Shanandoa dans sa Dies iræ.
- par Libera (chœur de garçons anglais), dans Dies iræ.
- par Canta u Populu Corsu dans I Ghjuvannali.

Le premier vers du Dies iræ est cité dans les paroles d’une autre chanson de Michel Sardou : Musica (« Au son de la marche nuptiale - j’ai fait une sortie triomphale - Dies iræ dies illa - Quel mauvais jour que ce jour-là »).

## Utilisation du thème au cinéma
Le thème musical du Dies iræ est repris dans d'innombrables œuvres cinématographiques, le premier étant Metropolis de Fritz Lang. Certains cinéastes et compositeur, comme Wendy Carlos pour Shining de Stanley Kubrick, n'hésiteront pas à le mettre fortement en avant.
- par Fritz Lang, dans Metropolis (1927)[8],[9], musique de Gottfried Huppertz, pour différentes séquences intitulées ou faisant intervenir Der Tod (« La Mort »), au début puis dans le courant du « Zwischenspiel » (« Interlude ») : on entend les deux premiers vers de la 1re strophe, donnés d'abord presque en entier par les cuivres puis utilisés comme thème, à l'orchestre. Plus loin, les quatre premières notes seront de nouveau entendues et développées, toujours à l'orchestre,
- par Friedrich Wilhelm Murnau, dans L'Aurore (1927)[9] (musique d'Hugo Riesenfeld),
- par Carl Theodor Dreyer dans Jour de colère (Vredens Dag, 1943) : musique de Poul Schierbeck (Danemark),
- par Georges van Parys (1er vers présenté de différentes manières à l'orchestre) dans Le Mouton à cinq pattes, film d'Henri Verneuil, avec Fernandel (1954),
- par Bernard Herrmann dans Garden of Evil (Le Jardin du diable), western d’Henry Hathaway (1954),
- par Erik Nordgren, pour Ingmar Bergman dans Le Septième Sceau (1956),
- par Hugo Friedhofer, pour la musique du film de Richard Fleischer : Le Temps de la colère (1956),
- par Adolph Deutsch pour le film de Billy Wilder : Certains l'aiment chaud (1959),
- par Ennio Morricone dans Escalation, film de Roberto Faenza (1968)[9],
- par Walter Carlos (devenu Wendy Carlos) pour le générique d'Orange mécanique de Stanley Kubrick (1971)[9] puis, dans la séquence du même film intitulée Country lane. Dans le générique, le premier vers du motif prolonge (en tuilage) une citation de la Music for the Funeral of Queen Mary d'Henri Purcell,
- par Jean Yanne (arrangements), Chobizenesse (1975),
- par Vladimir Cosma, Michel Strogoff (1975),
- par les Monty Python dans Sacré Graal (1975) où les pénitents de la scène des morts de la peste récitent inlassablement les deux derniers vers (Pie Jesu Domine, Dona eis requiem) en se frappant la tête avec une planche ; et dans Jabberwocky, musique par D. Wolfe (Meyer de Wolfe (en)) (1977),
- par Bernard Herrmann dans Obsession (1976),
- par Lalo Schifrin, Un espion de trop (1977),
- par Leonard Rosenman, The Car (1977),
- par Wendy Carlos pour Stanley Kubrick avec une version au synthétiseur Moog pour le générique de début de Shining (1980)[9],
- par Mike Oldfield dans The Killing Fields, musique du film La Déchirure de Roland Joffé (1984),
- par Charles Gross (États-Unis) dans The Murders in the Rue Morgue (Double assassinat dans la rue Morgue), d’après Edgar Poe (film TV, 1986),
- par Danny Elfmann, compositeur de L'Étrange Noël de monsieur Jack dans la chanson La fête approche (1993)[9],
- par Alan Menken dans Le Bossu de Notre-Dame (1996), où il est chanté par les chœurs durant la chanson d'introduction du film,
- par Kinji Fukasaku dans Battle Royale (2000),
- par Alexandre Astier dans Dies iræ (2003) évoquant le dernier jour de la patience d'Arthur (Le jugement dernier d'Arthur),
- par John Ottman dans l’introduction du film X-Men 2 où Diablo essaye de tuer le président des États-Unis,
- par Klaus Badelt dans Starship Troopers 3 : Marauder où il accompagne la scène, vers la fin, de la délivrance des deux survivantes,
- par John Williams dans Star Wars, épisode II : L'Attaque des clones quand Anakin Skywalker confesse le massacre des tuskens et dans La Revanche des Sith quand l’ordre 66 est exécuté. Cf. la musique de Star Wars,
- par Céline Sciamma dans la première scène de son film Naissance des pieuvres (2007),
- par Hans Zimmer et le groupe Rodrigo y Gabriela, dans Pirates des Caraïbes : la Fontaine de jouvence (2011), à la fin, lors de l'arrivée des Espagnols pour détruire la Fontaine de Jouvence,
- par Mark Mancina, dans Esprits criminels (série TV américaine : Saison 7 - Épisode 19 : Heathridge Manor. Réalisation Matthew Gray Gubler, 2012),
- par Terrence Malick, dans The Tree of Life (2011),
- par Norihito Sumimoto dans le film Thermæ Romæ (2012),
- une version remixée est utilisée dans la scène de la boîte de nuit du film Les Garçons et Guillaume, à table ! (2013) de Guillaume Gallienne,
- par Baudime Jam pour l'accompagnement musical du film Les Ailes de William Wellman (1927),
- par Tom Holkenborg (Junkie XL) dans la séquence nocturne de Mad Max : Fury Road (2015), lors de l'assaut mené par le The Bullet Farmer après qu'il est devenu aveugle,
- par Steven Spielberg dans Ready Player One (2018), lors de la scène consacrée à Shining
- par Yoon Jong-bin dans The Spy Gone North (2018),
- par Mike Flanagan dans Doctor Sleep (2019),
- par Gaspar Noé pour la bande-annonce de Lux Æterna (2019).
- par Maggie Kang et Chris Appelhans dans la chanson "Your Idol" des Saja Boys, écrite et composée par Ejae, Kush, Mark Sonnenblick et Vince, et produite par 24, Ido et Ian Eisendrath, dans le film d'animation musical fantastique KPop Demon Hunters (2025)

Le chef d’orchestre et producteur de radio Alain Pâris a produit, du 13 au 17 mai 1991, sur France Culture, une série d’émissions intitulées : Le Dies iræ, dix siècles de métamorphoses pour lesquelles Dom Angelico Surchamp et François Turellier avaient été invités. Ces émissions faisaient suite à une autre série, produite plusieurs années auparavant (1979), par le même, sur le même sujet.

## Utilisation du thème dans les jeux
Outre les citations et développements de différents motifs mélodiques du Dies iræ dans les musiques précédemment citées, il y a eu des compositions spécifiques à certains jeux-vidéo, notamment :
- dans Heroes of Might and Magic V où le thème principal du jeu (entendu au menu principal) reprend les motifs mélodiques et les premiers vers du poème : [vidéo] « Heroes of Might and Magic V, Main Theme  », sur YouTube
- le thème principal de Fantasy General reprend lui aussi la mélodie et les premiers vers du poème.
- Le thème principal de Dead By Daylight reprend les quatre premières notes
- Le motif musical qui définit les ténèbres dans Destiny 2 emprunte un élément au Dies iræ.
- Bioshock Infinite met en scène la visite d'un mémorial sur fond de Lacrimosa de Mozart[22].
- Aria of the Soul de Persona : [vidéo] « 全ての人の魂の詩 », sur YouTube. Le thème de la Chambre de Velours. Apparue également dans presque toutes les autres apparitions de cette pièce dans les autres jeux Persona, tels que Persona 4, Persona 5, ou encore remixée dans Super Smash Bros Ultimate : [vidéo] « Aria of the Soul - Super Smash Bros. Ultimate », sur YouTube